# Arrondissement di Auxerre
L'arrondissement di Auxerre è una suddivisione amministrativa francese, situata nel dipartimento della Yonne e appartenente alla regione della Borgogna-Franca Contea.

## Composizione
Composizione dell'arrondissement dal 1926:
- Cantone di Aillant-sur-Tholon, che comprende 20 comuni:
  - Aillant-sur-Tholon, Branches, Champvallon, Chassy, Fleury-la-Vallée, Guerchy, Laduz, Merry-la-Vallée, Neuilly, Les Ormes, Poilly-sur-Tholon, Saint-Aubin-Château-Neuf, Saint-Martin-sur-Ocre, Saint-Maurice-le-Vieil, Saint-Maurice-Thizouaille, Senan, Sommecaise, Villemer, Villiers-sur-Tholon e Volgré.
- Cantone di Auxerre-Est, creato negli anni settanta, che comprende 7 comuni:
  - Augy, Auxerre (frazione di comune), Bleigny-le-Carreau, Champs-sur-Yonne, Quenne, Saint-Bris-le-Vineux e Venoy.
- Cantone di Auxerre-Nord, creato negli anni settanta, che comprende 5 comuni:
  - Appoigny, Auxerre (frazione di comune), Charbuy, Monéteau (frazione di comune) e Perrigny.
- Cantone di Auxerre-Nord-Ovest, creato negli anni settanta, limitato a un solo comune:
  - Auxerre (frazione di comune).
- Cantone di Auxerre-Sud, creato negli anni settanta, che comprende 3 comuni:
  - Auxerre (frazione di comune), Chevannes e Vallan.
- Cantone di Auxerre-Sud-Ovest, creato negli anni settanta, che comprende 3 comuni:
  - Auxerre (frazione di comune), Saint-Georges-sur-Baulche e Villefargeau.
- Cantone di Bléneau, che comprende 7 comuni:
  - Bléneau, Champcevrais, Champignelles, Rogny-les-Sept-Écluses, Saint-Privé, Tannerre-en-Puisaye e Villeneuve-les-Genêts.
- Cantone di Brienon-sur-Armançon, che comprende 10 comuni:
  - Bellechaume, Brienon-sur-Armançon, Bussy-en-Othe, Chailley, Champlost, Esnon, Mercy, Paroy-en-Othe, Turny e Venizy.
- Cantone di Chablis, che comprende 11 comuni:
  - Aigremont, Beine, Chablis, Chemilly-sur-Serein, Chichée, Chitry, Courgis, Fontenay-près-Chablis, Lichères-près-Aigremont, Préhy e Saint-Cyr-les-Colons.
- Cantone di Charny, che comprende 15 comuni:
  - Chambeugle, Charny, Chêne-Arnoult, Chevillon, Dicy, La Ferté-Loupière, Fontenouilles, Grandchamp, Malicorne, Marchais-Beton, Perreux, Prunoy, Saint-Denis-sur-Ouanne, Saint-Martin-sur-Ouanne e Villefranche.
- Cantone di Coulanges-la-Vineuse, che comprende 12 comuni:
  - Charentenay, Coulangeron, Coulanges-la-Vineuse, Escamps, Escolives-Sainte-Camille, Gy-l'Évêque, Irancy, Jussy, Migé, Val-de-Mercy, Vincelles e Vincelottes.
- Cantone di Coulanges-sur-Yonne, che comprende 10 comuni:
  - Andryes, Coulanges-sur-Yonne, Crain, Étais-la-Sauvin, Festigny, Fontenay-sous-Fouronnes, Lucy-sur-Yonne, Mailly-le-Château, Merry-sur-Yonne e Trucy-sur-Yonne.
- Cantone di Courson-les-Carrières, che comprende 11 comuni:
  - Courson-les-Carrières, Druyes-les-Belles-Fontaines, Fontenailles, Fouronnes, Lain, Merry-Sec, Molesmes, Mouffy, Ouanne, Sementron e Taingy.
- Cantone di Joigny, che comprende 10 comuni:
  - Béon, Cézy, Champlay, Chamvres, Joigny, Looze, Paroy-sur-Tholon, Saint-Aubin-sur-Yonne, Villecien e Villevallier.
- Cantone di Ligny-le-Châtel, che comprende 12 comuni:
  - La Chapelle-Vaupelteigne, Lignorelles, Ligny-le-Châtel, Maligny, Méré, Montigny-la-Resle, Pontigny, Rouvray, Varennes, Venouse, Villeneuve-Saint-Salves e *Villy.
- Cantone di Migennes, che comprende 8 comuni:
  - Bassou, Bonnard, Brion, Charmoy, Chichery, Épineau-les-Voves, Laroche-Saint-Cydroine e Migennes.
- Cantone di Saint-Fargeau, che comprende 5 comuni:
  - Lavau, Mézilles, Ronchères, Saint-Fargeau e Saint-Martin-des-Champs.
- Cantone di Saint-Florentin, che comprende 5 comuni:
  - Chéu, Germigny, Jaulges, Saint-Florentin e Vergigny-Bouilly-Rebourseaux.
- Cantone di Saint-Sauveur-en-Puisaye, che comprende 10 comuni:
  - Fontenoy, Lainsecq, Moutiers-en-Puisaye, Sainpuits, Sainte-Colombe-sur-Loing, Saints, Saint-Sauveur-en-Puisaye, Sougères-en-Puisaye, Thury e Treigny.
- Cantone di Seignelay, che comprende 10 comuni:
  - Beaumont, Chemilly-sur-Yonne, Cheny, Gurgy, Hauterive, Héry, Monéteau (frazione di comune), Mont-Saint-Sulpice, Ormoy e Seignelay.
- Cantone di Toucy, che comprende 14 comuni:
  - Beauvoir, Diges, Dracy, Égleny, Fontaines, Lalande, Leugny, Levis, Lindry, Moulins-sur-Ouanne, Parly, Pourrain, Toucy e Villiers-Saint-Benoît.
- Cantone di Vermenton, che comprende 13 comuni:
  - Accolay, Arcy-sur-Cure, Bazarnes, Bessy-sur-Cure, Bois-d'Arcy, Cravant, Lucy-sur-Cure, Mailly-la-Ville, Prégilbert, Sacy, Sainte-Pallaye, Sery e Vermenton.

Prima degli anni settanta, la composizione dei cantoni dell'arrondissement era la seguente:
- antico Cantone di Auxerre-Est:
  - Augy, Auxerre (frazione di comune), Champs-sur-Yonne, Quenne, Saint-Bris-le-Vineux e Venoy. (Bleigny-le-Carreau era riunito al cantone di Courson-les-Carrières)
- antico Cantone di Auxerre-Est:
  - Appoigny, Auxerre (frazione di comune), Charbuy, Chevannes, Monéteau (comune intero), Perrigny, Saint-Georges-sur-Baulche, Vallan e Villefargeau, senza contare l'antico comune di Vaux, soppresso nel 1972 e riunito ad Auxerre.

## Prima del 1926
Dal 1800 (anno VIII) al 1926, l'arrondissement comprendeva gli attuali cantoni, salvo:
- Cantone di Aillant-sur-Tholon, Cantone di Bléneau, Cantone di Brienon-sur-Armançon, Cantone di Charny, Cantone di Joigny e Cantone di Saint-Fargeau, staccati nel 1926 dall'antico arrondissement de Joigny, soppresso in tale occasione e non più ricostituito.